# Uroplectes vittatus
Uroplectes vittatus es una especie de escorpión del género Uroplectes, familia Buthidae. Fue descrita científicamente por .
Habita en Sudáfrica, Botsuana, Namibia, Zimbabue, Zambia, Esuatini, Angola y Mozambique. El holotipo masculino mide 53 mm.